# Usambilla affinis
Usambilla affinis är en insektsart som beskrevs av Kevan, D.K.M. 1961. Usambilla affinis ingår i släktet Usambilla och familjen Lentulidae.

## Underarter
Arten delas in i följande underarter:
- U. a. affinis
- U. a. kikomboensis